# Tug
A fizikában a tug-ot néha használják a yank idő szerinti deriváltjakánt, vagy a tömeg és a jounce szorzataként. A relativisztikus fizikában az impulzus (lendület) harmadik idő szerinti deriváltját értjük ennek, mert a tömeg néha a gyorsulás függvényében változhat. Nincs tudományosan elfogadott jelölés rá, de így szoktuk használni.
{\displaystyle \mathbf {T} ={\frac {\mathrm {d} ^{3}\mathbf {p} }{\mathrm {d} t^{3}}}={\frac {\mathrm {d} ^{3}(m\mathbf {v} )}{\mathrm {d} t^{3}}}=m{\frac {\mathrm {d} ^{3}\mathbf {v} }{\mathrm {d} t^{3}}}+\mathbf {v} {\frac {\mathrm {d} ^{3}m}{\mathrm {d} t^{3}}}+3{\frac {\mathrm {d} \mathbf {v} }{\mathrm {d} t}}{\frac {\mathrm {d} m}{\mathrm {d} t}}}
, ahol
{\displaystyle \mathbf {p} } az impulzusvektor
{\displaystyle m} a tömeg
{\displaystyle \mathbf {v} } a sebességvektor
{\displaystyle t} az idő
Ha a tömeg állandó (konstans), az egyenletünk így néz ki:
{\displaystyle \mathbf {T} ={\frac {\mathrm {d} ^{3}\mathbf {p} }{\mathrm {d} t^{3}}}=m{\frac {\mathrm {d} ^{3}\mathbf {v} }{\mathrm {d} t^{3}}}}
Mértékegysége a newton per szekundumnégyzet vagy a kilogrammszor méter per szekundum a negyediken: {\displaystyle {N \over s^{2}}}  vagy   {\displaystyle {kg\cdot m \over s^{4}}}.